# Shōgo Taniguchi
Shōgo Taniguchi (jap. 谷口 彰悟, Taniguchi Shōgo; * 15. Juli 1991 in Kumamoto, Präfektur Kumamoto) ist ein japanischer Fußballspieler.

## Karriere

### Verein
Taniguchi begann mit dem Fußball während der Grundschulzeit, wo er während dieser und der Mittelschule für den Verein Kumamoto United SC spielte sowie im Anschluss für die Mannschaft seiner Oberschule Ōzu. Nach seinem Schulabschluss studierte er an der Universität Tsukuba und war ebenfalls in deren Mannschaft. 2014 unterschrieb er einen Vertrag bei Kawasaki Frontale. Der Verein aus Kawasaki spielte in der ersten japanischen Liga. Mit dem Verein gewann er dreimal die japanische Meisterschaft. 2019 wurde er mit Kawasaki Ligapokalsieger; 2020 feierte er mit dem Klub den Pokalsieg. Den Supercup gewann er 2019 und 2021. Nach 291 Ligaspielen für den Verein wechselte er im Januar 2023 nach Katar. Hier unterschrieb er einen Vertrag beim al-Rayyan SC. Mit dem Verein aus ar-Rayyan spielte er in der ersten Liga, der Qatar Stars League.
Im Sommer 2024 wechselte nach Belgien zur VV St. Truiden. In seiner ersten Saison kam er dort auf 14 von 36 möglichen Ligaspielen, in denen er ein Tor schoss, sowie ein Pokalspiel. Ab Mitte November 2024 fiel er bis Mai 2025 wegen eines Achillessehnenanrisses aus. Erst im letzten Spiel der Saison wurde er wieder für wenige Minuten eingesetzt.

### Nationalmannschaft
2015 debütierte Taniguchi für die japanische Fußballnationalmannschaft. Mit der japanischen Nationalmannschaft qualifizierte er sich für die Fußball-Ostasienmeisterschaft 2015.

## Erfolge
Kawasaki Frontale
- Japanischer Supercupsieger: 2019, 2021
- Japanischer Ligapokalsieger: 2019
- Japanischer Meister: 2018, 2020, 2021
- Japanischer Vizemeister: 2016, 2022
- Japanischer Pokalsieger: 2020